# Карто, Анитра
И́рма А́нитра Ка́рто-Хя́рмя (фин. Irma Anitra Karto-Härmä; 10 апреля 1913, Гельсингфорс, Великое княжество Финляндское, Российская империя — 18 августа 1960, Вяэкси) — финская актриса
, танцовщица, писательница. Лауреат высшей государственной награды Финляндии для деятелей искусств Pro Finlandia (1956).

## Биография
Родилась в семье пожарного и преподавательницы танцев. Занималась танцами. Позже с успехом выступала на сценах страны.
Работала преподавателем гимнастики в женской гимназии Хельсинки. В 1938 году вышла замуж за спортсмена Мауно Хейнонена, погибшего в 1940 году во время Советско-финляндской войны.
С 1940 года снималась в кино. Автор нескольких романов и руководств по гимнастике.
Похоронена на кладбище Хиетаниеми в Хельсинки.

## Награды
- Pro Finlandia (1956)

## Фильмография
- Aatamin puvussa… ja vähän Eevankin (1940)
- Anu ja Mikko (1940)
- Poikani pääkonsuli (1940)
- Onnellinen ministeri (1941)
- Neiti Tuittupää (1943)

## Избранные публикации
- Virkistyskurssi: romaani. Otava 1941.
- Joka naisen voimisteluopas. Kansa terveeksi n: o 4. Gummerus 1942.
- Maija Mitätön : tarina nykyaikaisesta Tuhkimosta. Gummerus 1942.
- Pennitön dollariprinsessa: romaani. Gummerus 1942.
- Toipumisloma : kesäinen kertomus kahdesta typerästä nuoresta, jotka tekivät rakkaudesta hyvin mutkallisen jutun. Gummerus 1943.
- Tanssin tahdissa: kokoelma klassillisia salonkitansseja sekä ulkolaisia tanhuja nuotteineen. WSOY 1946.

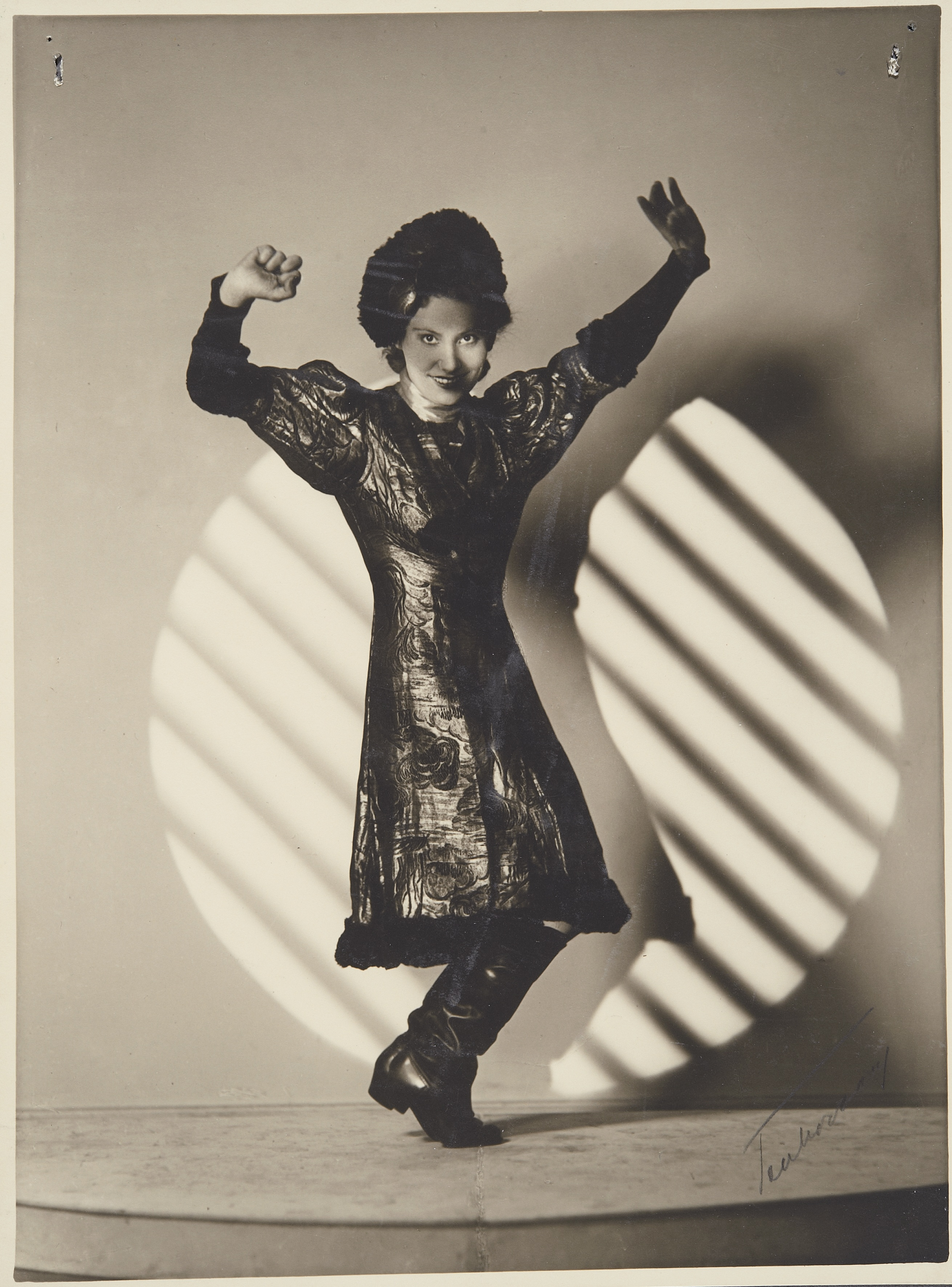
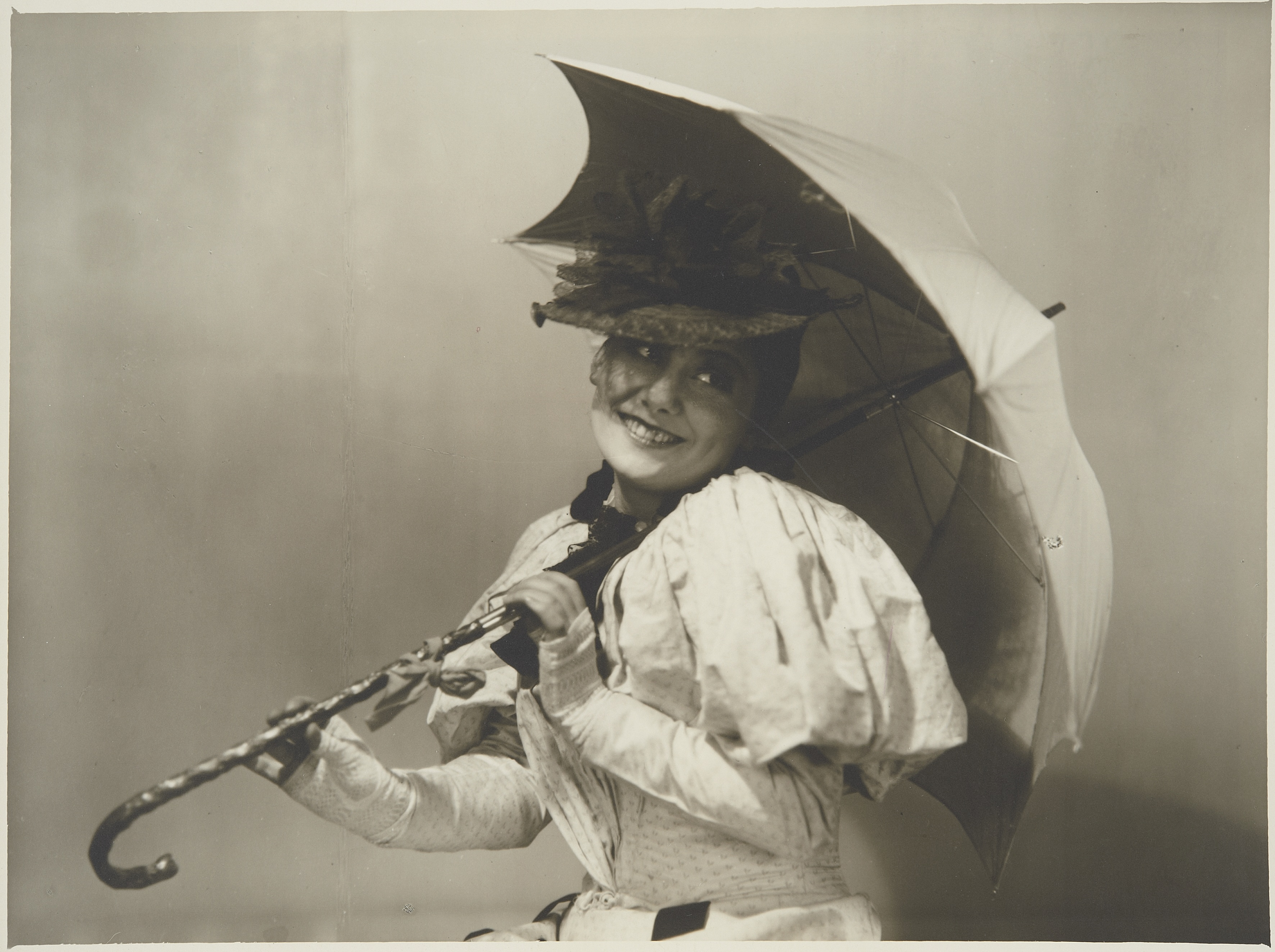
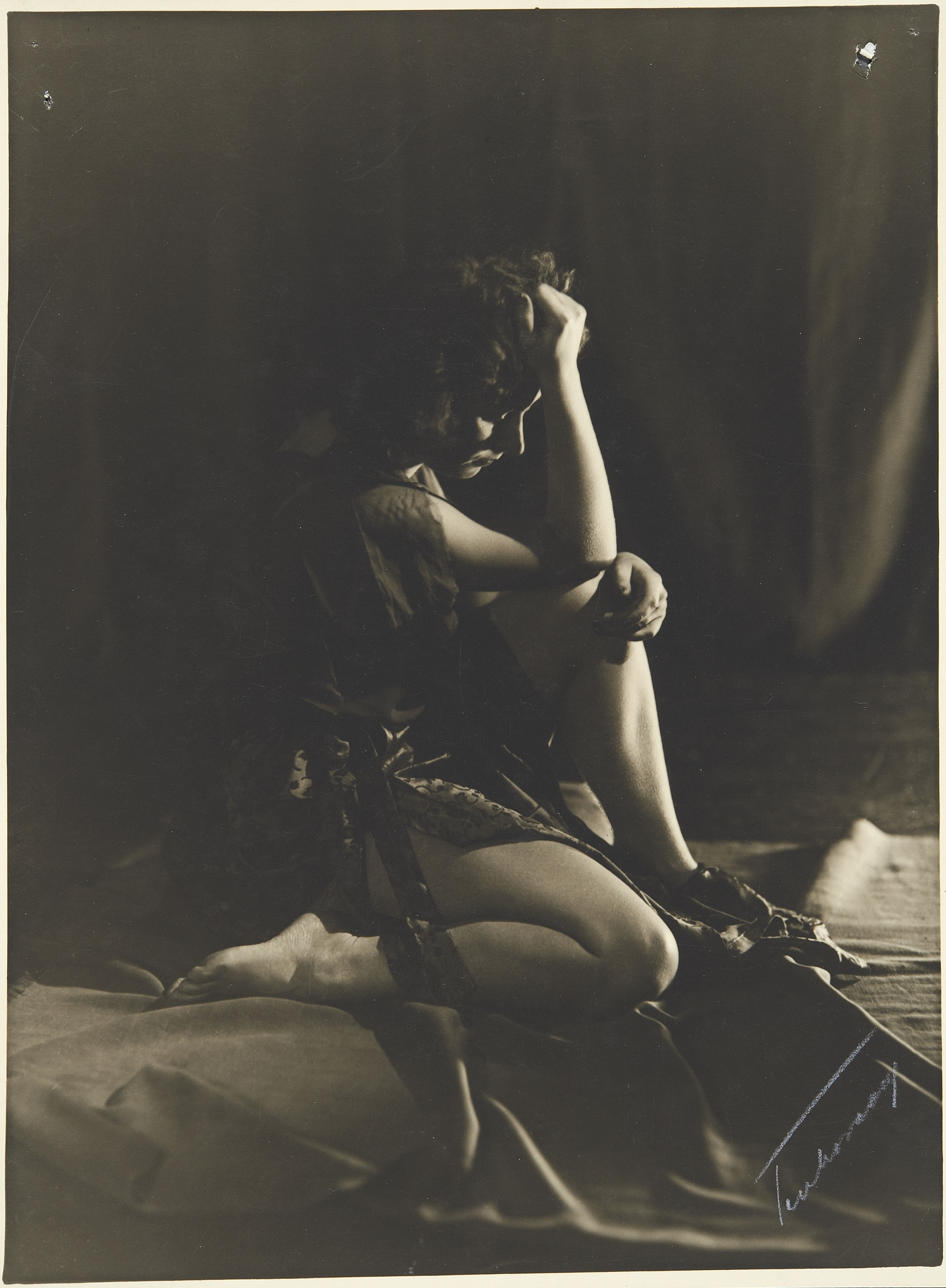
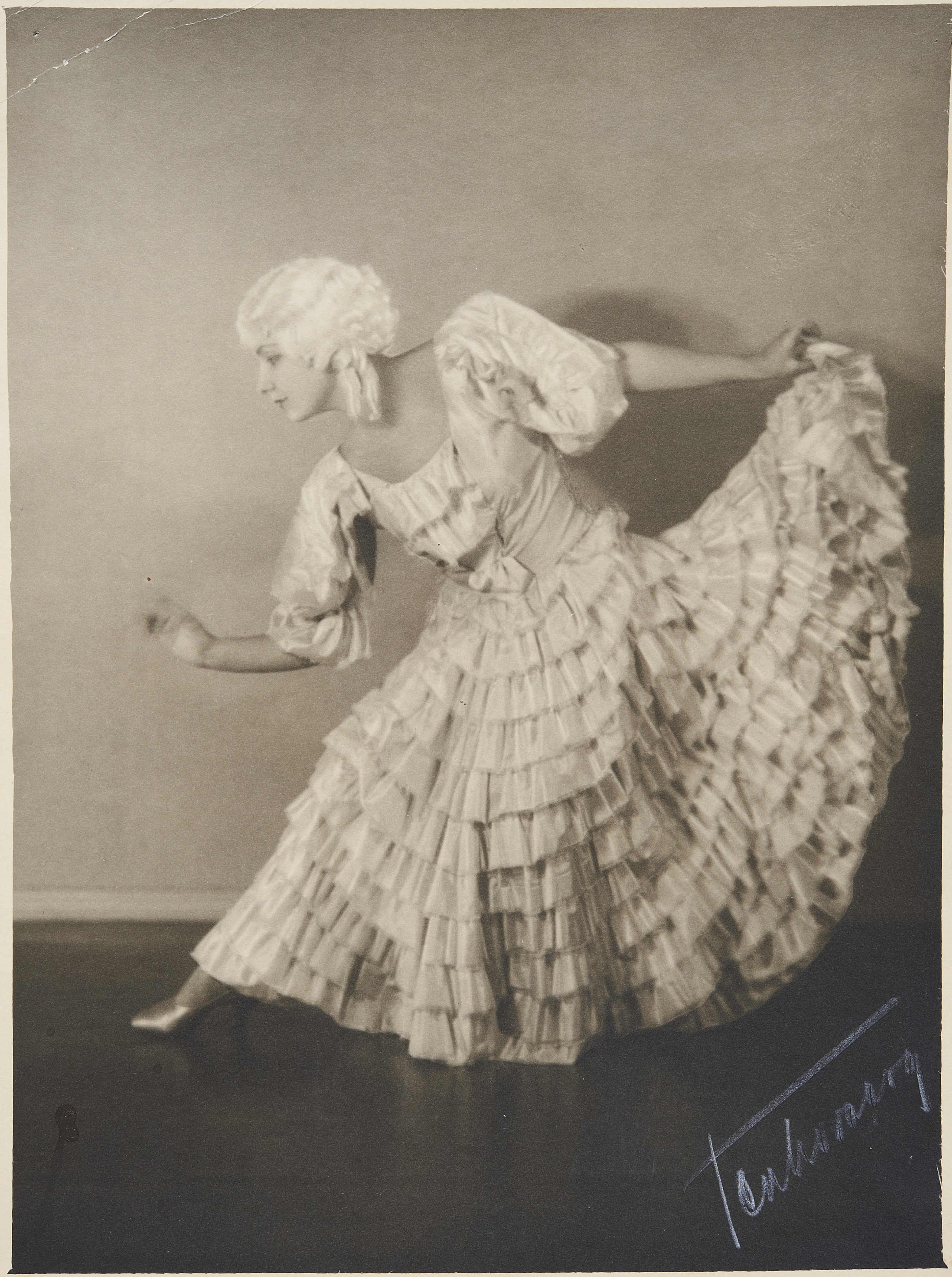
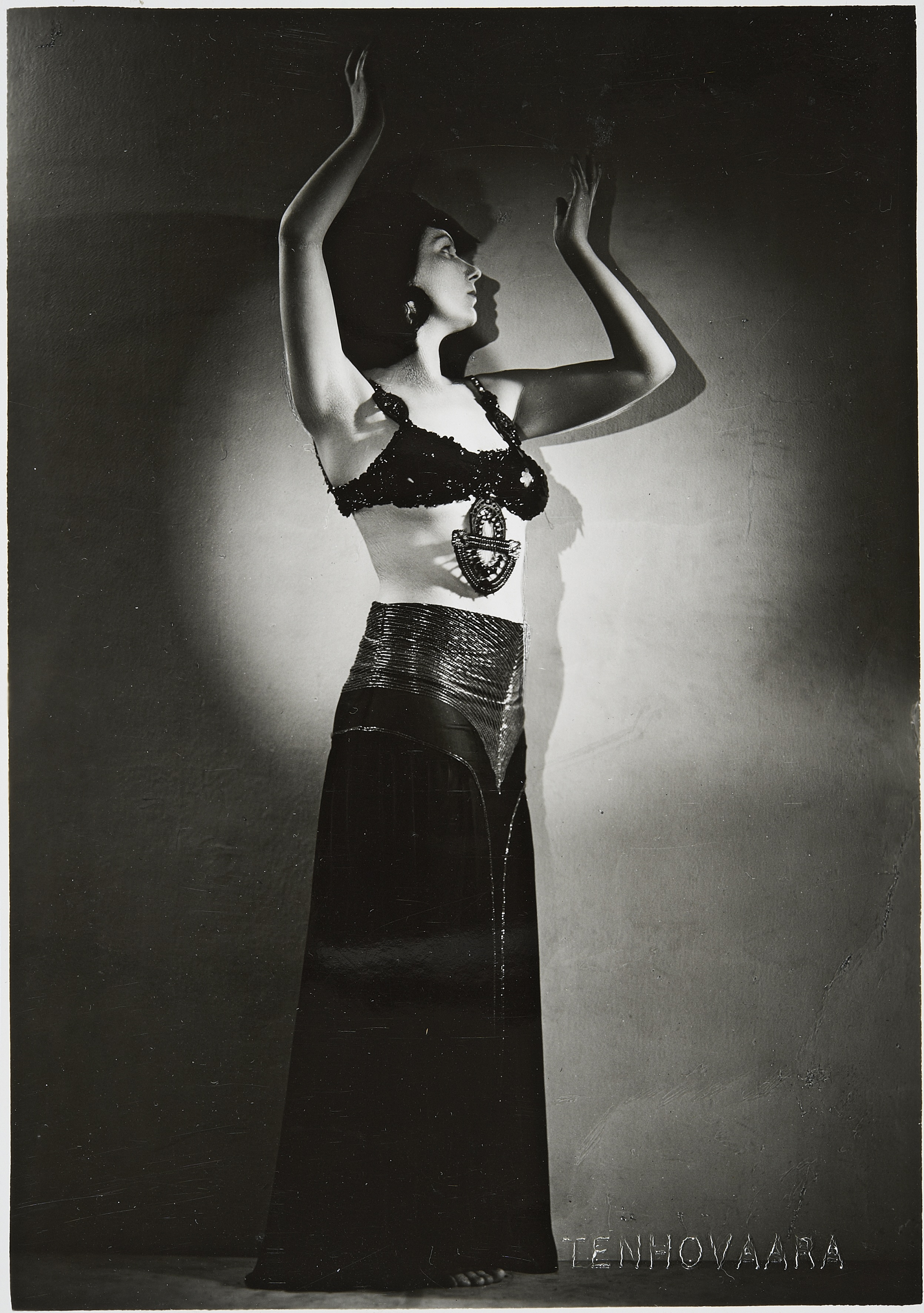